# Gerouin
Gerouin war ein Gewichtsmaß in Kairo und entsprach dem Zentner für die sogenannten schweren Waren.
- in Kairo: 1 Gerouin = 270 Rotons = 1 Zentner (Wiener = 56 Kilogramm) plus 84 Pfund (Wiener = 560 Gramm) = etwa 60,7 Kilogramm
- in Marseille: 1 Gerouin = 110 Rotons (etwa 108 Pfund) = etwa 60,5 Kilogramm